# بكر إرتيغون
بكر إرتيغون (بالتركية: Bekir İrtegün)‏ وهو لاعب كُرة قدم تُركي في مركز قلب الدفاع ولد في يوم 20 أبريل 1984 في مدينة معمورة العزيز في تركيا يلعب حالياً مع نادي فنربخشة وسبق له اللعب مع نادي غازي عنتاب سبور ولعب مع منتخب تركيا لكرة القدم ويبلغ طوله 185 سم.

## مسيرته الكروية
لعب بكر إرتيغون خلال مسيرته الاحترافية مع 3 أندية في ستة عشر موسمًا وسجل خلالها 11 هدفًا ضمن 302 مباراة. حيث فاز في موسمين بالكأس وفي موسمين بالدوري.
خاض بكر إرتيغون مسيرته مع نادي غازي عنتاب سبور في موسم 2001–02 ليلعب معه ثمانية مواسم، مشاركًا في 151 مباراة سجل خلالها هدفين. ثم انتقل إلى نادي فنربخشة في موسم 2009–10 ليلعب معه ستة مواسم، حيث شارك في 109 مباراة سجل خلالها 5 أهداف. لينتقل بعدها إلى نادي إسطنبول باشاكشهر في موسم 2015–16 ولمدة موسمين، مشاركًا في 42 مباراة سجل خلالها 4 أهداف.

## روابط خارجية
- بكر إرتيغون على موقع الاتحاد الدولي (مؤرشف)  (الإنجليزية)
- بكر إرتيغون على موقع الاتحاد الأوربي (الإنجليزية)
- بكر إرتيغون على موقع اتحاد تركيا (لاعب) (الإنجليزية)
- بكر إرتيغون على موقع إي إس بي إن إف سي (الإنجليزية)
- بكر إرتيغون على موقع قاعدة بيانات كرة القدم.إي يو (الإنجليزية)
- بكر إرتيغون على موقع ناشيونال فوتبول تيمز (الإنجليزية)
- بكر إرتيغون على موقع Soccerway.com (الإنجليزية)
- بكر إرتيغون على موقع عالم كرة القدم.نت (الإنجليزية)
- بكر إرتيغون على موقع AS.com (الإسبانية)